# Championnat de Libye de football 1982-1983
Navigation
Saison précédente Saison suivante
La saison 1982-1983 du Championnat de Libye de football est la quinzième édition du championnat de première division libyen, remis en place après quatre années d'interruption. Seize clubs prennent part au championnat organisé pour la première fois au niveau national par la fédération. Les équipes sont réparties en deux poules où elles rencontrent leurs adversaires deux fois, à domicile et à l'extérieur. À l'issue du championnat, les deux premiers de chaque poule accèdent aux demi-finales tandis qu'il n'y a pas de relégation pour les équipes mal classées.
C'est le club d'Al Medina Tripoli qui remporte la compétition, après avoir battu Al Ahly Tripoli en finale. C'est le deuxième titre de champion de Libye de l'histoire du club, après celui obtenu en 1976.

## Les clubs participants
| - Al Medina Tripoli - Al Ahly Benghazi - Al Ittihad Tripoli - Al Tahaddy Benghazi - Al Africy - Al Shabab Al-Arabe - Al Bashaer - Al Charara | - Al Ahly Tripoli - Al Nasr Benghazi - Al Wahda Tripoli - Al Hilal Benghazi - Asswehly Sports Club - Darnes Darnah - Al Dhahra Tripoli - Al Kudos |

## Compétition

### Première phase
Le classement est établi sur le barème de points classique (victoire à 2 points, match nul à 1, défaite à 0).

#### Groupe A
| Rang | Équipe              | Pts | J  | G  | N | P  | Bp | Bc | Diff |
| ---- | ------------------- | --- | -- | -- | - | -- | -- | -- | ---- |
| 1    | Al Medina Tripoli   | 24  | 14 | 11 | 2 | 1  | 24 | 8  | +16  |
| 2    | Al Ahly Benghazi    | 22  | 14 | 10 | 2 | 2  | 20 | 6  | +14  |
| 3    | Al Ittihad Tripoli  | 19  | 14 | 8  | 3 | 3  | 21 | 5  | +16  |
| 4    | Al Tahaddy Benghazi | 16  | 14 | 7  | 2 | 5  | 22 | 11 | +11  |
| 5    | Al Africy           | 10  | 14 | 4  | 2 | 8  | 10 | 13 | -3   |
| 6    | Al Shabab Al-Arabe  | 10  | 13 | 3  | 4 | 6  | 9  | 14 | -5   |
| 7    | Al Bashaer          | 5   | 13 | 2  | 1 | 10 | 9  | 27 | -18  |
| 8    | Al Charara          | 4   | 14 | 1  | 2 | 11 | 5  | 36 | -31  |

| Qualifications et relégations | Qualifications et relégations      |
| ----------------------------- | ---------------------------------- |
|                               | Qualification pour la phase finale |

#### Groupe B
| Rang | Équipe               | Pts | J  | G  | N | P  | Bp | Bc | Diff |
| ---- | -------------------- | --- | -- | -- | - | -- | -- | -- | ---- |
| 1    | Al Ahly TripoliC     | 26  | 14 | 12 | 2 | 0  | 35 | 9  | +26  |
| 2    | Al Nasr Benghazi     | 19  | 14 | 7  | 5 | 2  | 27 | 13 | +14  |
| 3    | Al Wahda Tripoli     | 19  | 14 | 7  | 5 | 2  | 15 | 11 | +4   |
| 4    | Al Dhahra Tripoli    | 15  | 14 | 4  | 7 | 3  | 15 | 10 | +5   |
| 5    | Al Hilal Benghazi    | 12  | 14 | 3  | 6 | 5  | 14 | 17 | -3   |
| 6    | Asswehly Sports Club | 10  | 14 | 3  | 4 | 7  | 13 | 25 | -12  |
| 7    | Darnes Darnah        | 9   | 14 | 1  | 7 | 6  | 10 | 19 | -9   |
| 8    | Al Kudos             | 2   | 14 | 0  | 2 | 12 | 7  | 32 | -25  |

| Qualifications et relégations | Qualifications et relégations      |
| ----------------------------- | ---------------------------------- |
|                               | Qualification pour la phase finale |
|                               | C : Vainqueur de la Coupe de Libye |

### Phase finale

#### Demi-finales
| Équipe 1         | Résultat | Équipe 2          | Aller | Retour |
| ---------------- | -------- | ----------------- | ----- | ------ |
| Al Ahly Tripoli  | 4 - 2    | Al Ahly Benghazi  | 3 - 1 | 1 - 1  |
| Al Nasr Benghazi | 1 - 2    | Al Medina Tripoli | 1 - 1 | 0 - 1  |

#### Finale
| Équipe 1          | Résultat | Équipe 2        |
| ----------------- | -------- | --------------- |
| Al Medina Tripoli | 2 - 1    | Al Ahly Tripoli |

## Bilan de la saison
| Championnat de Libye de football 1982-1983 |                              |
| Champion                                   | Al Medina Tripoli (2e titre) |
| Coupes et trophées                         |                              |
| Vainqueur de la Coupe de Libye 1982-1983   | Al Ahly Tripoli              |
| Qualifications continentales               |                              |
| Coupe d'Afrique des clubs champions 1984   | Al Medina Tripoli            |
| Coupe des Coupes 1984                      | Al Ahly Tripoli              |
| Promotions et relégations                  |                              |
| Promus en Premier League                   | Aucun                        |
| Relégués en Second Division                | Aucun                        |